# Gabino Miranda Melgarejo
Pour les articles homonymes, voir Miranda et Melgarejo.
Gabino Miranda Melgarejo, né le 19 février 1960 à Piscaya au Pérou, est un évêque péruvien, renvoyé de l'état clérical en 2013.

## Biographie
Natif de Piscaya dans la Région d'Apurímac, il étudie au petit séminaire San Francisco Solano et au grand séminaire Nuestra Señora Virgen de Cocharcas d'Abancay. Il est ordonné prêtre le 17 décembre 1987.
Il commence son ministère comme vicaire paroissial de San Jerónimo d'Andahuaylas (1988-1990), de Santa Catalina de Curahuasi (1990-1995)  et de San Francisco de Chuluanca (2001). Il est ensuite nommé recteur du grand séminaire de l'archidiocèse d'Ayacucho et curé (1995-2001) de la cathédrale de la ville.
En 2003, il obtient une licence en théologie à l'université de Navarre en Espagne et, à partir de juillet 2003, il exerce la fonction de curé de Santiago Apóstol de Talavera.
Le 3 juillet 2004, le pape Jean-Paul II le nomme évêque titulaire d'Usula (de) et évêque auxiliaire d'Ayacucho. Il est ordonné évêque le 21 août 2004 par l'archevêque Luis Abilio Sebastiani Aguirre.
Il démissionne le 24 mai 2013 et est renvoyé de l'état clérical « pour comportement sexuel inapproprié » par le pape François en juillet 2013,. 